# Kazinczy János Antal
Kazinczy János Antal, eredeti neve Kazinczy János (Temesvár, 1914. december 12. – Violès, Franciaország, 2008. január 8.) magyar festőművész, iparművész. Fia Kazinczy János Árpád szobrász-iparművész.

## Életpályája
Tizenegy évesen Podlipny Gyula és Varga Albert szabad-iskolájában kezdte rajztanulmányait, egyidejűleg kitanulta a vésnökszakmát. 1932-ben beiratkozott a Budapesti Szépművészeti Főiskolára, ahol Rudnay Gyula növendéke lett. 1933-37 között a Szocialista Képzőművészek Csoportjához tartozott. Tanulmányait 1936-ban abba kellett hagynia, mert Romániában katona- és munkaszolgálatra hívták be. 1938-tól vésnök és mintakészítőként dolgozott Vízaknán, Bukarestben az Állami Pénzverdében és Nagyszebenben, ahol feleségül vette Schütt Franciska színésznőt. Szabadidejében az erdélyi embereket és tájakat festette, rajzolta. Ezek a képek Bukarestben egy bombatámadás során megsemmisültek. A háborút illegalitásban, a romániai antifasiszta ellenállás aktív résztvevőjeként élte át.
1945-ben, amikor fia született, egy új, lendületes alkotói periódusa kezdődött Erdélyben barátjával, Zsögödi Nagy Imre festővel együtt. Ekkor lett a temesvári Szabad Szó (ma: Új Szó) című napilapnak a felelős szerkesztője (1944. november 1-től 1945. augusztus 18-áig). Ezzel egy időben a Magyar Népi Szövetségben mint bánsági titkár fejtett ki politikai tevékenységet, az erre mind élesebben reagáló romániai hatalom 1947-ben Magyarországra való távozásra késztette Kazinczyt („K. J. jó szimattal elhagyta Romániát” írta róla barátja, Méliusz József). Feleségét, fiát, valamint majdnem az összes művét Temesváron kellett hagynia.
1949 júniustól a budapesti Iparművészeti Főiskola tanára, novembertől a Szabad Művészet felelős szerkesztője lett, de már 1950-ben Szovjet kritikák hatására (A Tretyakov Galéria akkori igazgatója, L.L. Zamuskin: "école de Paris", dekadens, formalista) tanári állásából elbocsátották. Szerkesztői feladatát 1953 januárig látta el, a hatalom szigorú ellenőrzése alatt. A kor művészei számára kötelező szocialista realizmussal is próbálkozott. 1953-tól tájkép-, portré- és csendéletfestésből meg tudott élni. Képei számos kiállításon szerepeltek.
1956 nyarán fia, Kazinczy János Árpád Temesvárról apjához költözött. A Széna téri kemény harcok miatt műterme és műveinek nagy része megrongálódott, harmadszor kellett átélnie életműve egy periódusának megsemmisülését. Emiatt barátoknál, ismerősöknél húzta meg magát fiával és akkori feleségével, majd külön engedéllyel a Zsennyei művésztelepen élhettek hat hónapon keresztül. Kazinczy az elsők közé tartozott, akiket a forradalom művészileg megihletett. A rendszerváltás után az ekkor született képek Magyarországon több kiállításon szerepeltek. 
1957 tavaszán Kazinczy műveivel még részt vett egy kiállításon, de a politikai és személyes viszonyokat annyira kilátástalanak találta, hogy fiával együtt Ausztrián keresztül az Nyugat-Németországba távozott. Kezdetben visszatért az első szakmájához, és három évig mint vésnök dolgozott Ausztriában és Nyugat-Németországban. Később arany és ezüst ékszereket készített és értékesített Nürnbergben. Tűzzománc képeket is készített, melyekkel Párizsban sikeres kiállításai voltak. 1968-ban Rocbaronban, egy provence-i faluban házat vett, és Franciaországban telepedett le.
1995-ben fia közelébe költözött (Vacqueyras). Kazinczy az ezt követő években is rendkívül termékeny volt: fiával közösen színes faszobrokat készített, gondosan komponált táblaképeket és spontánabb víziókat festett papírra, többnyire tojástemperával. Fizikai állapotának romlása miatt egy közeli idősek otthonába költözött. Alkotókedve megmaradt, napi 6-8 órát festett, rajzolt. A látásmód frissessége, a formagazdagság és a színek összhangja e késői képeken is lenyűgöző. Nagy örömet jelentettek számára a 2002-ben és 2003-ban, – csaknem 50 évvel emigrációja után – Magyarországon rendezett kiállításai.
2008 januárjában három hónapos betegséget követően Kazinczy János Antal meghalt. Fia és menye Vacqueyrasban helyezték örök nyugalomra.

## Művészete
Korai festményein elsősorban munkásokat ("Kazánkovács" kép sorsa ismeretlen), falusi szegényeket örökített meg ("Munkába menők"). Kedvelt motívumai: Székelyföld hegyei, fenyvesei és emberei. Kazinczyra is mint a fiatal művészekre általában a stílus és útkeresés volt jellemző. Palettáját még tompa barnák, okkerek árnyalatai dominálták.
A háború utáni festészetében határozott, szigorú vonalvezetés mellett visszafogott színvilággal a táj lényegi szerkezetét, az arcképeken a lélektani valóságot adja vissza ("Fekete kalapos férfi").
Magyarországon a kötelező szocreál megzavarja Kazinczyt, mint oly sok művésztársát. Zamuskin egy műterem látogatáskor Diego Riverához hasonlította Kazinczy nem éppen a Zdánovi elveknek megfelelő alkotásait ("Bányász"), később egy elemzésben többek közt dekadensnek titulálta. Ez utáni szocreál kísérletei viszonylag rövid ideig tartottak, mivel számára valóságos kínszenvedést jelentett az előírt irányzat. Művészeteben mindinkább a poszt impresszionista stílust követte.
A forradalom két olajfestményre inspirálta '56 decemberében. Zsennyén több, ebből a témakörből, olajjal japán papírra festett vázlat keletkezett. Ezek a képek valós élményeket jelenítenek meg. 
Még Nürnbergben megtanulta a tűzzománc technikát melyben a színek intenzitása ragadta meg. Ezekben a művekben az erdélyi román néptánc és az állatok ("Bagoly") színpompás világa látható.
A számára új eljárásban rejlő művészeti lehetőségeket felismerve festészete mind inkább elvonttá vált.
Franciaországban visszatért az igazán kedvelt tojástempera technikához amit táblaképeken és japánpapíron alkalmazott. Művészetére dominánsan az organikus absztrakció lett jellemző. A mediterrán növény és állatvilág, a geológiai formációk inspirálták alkotásait. A fekete-fehér fröcskölt képek kozmikus eseményeket sugallnak. Kép a képben kompozíció geometrikus elemeket tartalmaznak, melyek szigorát a természetből merített organikus formák oldanak föl. A bátran alkalmazott színek üdék, élénkek és harmonikusak. 
Színes faszobrai – Lossonczy Tamás szerint – valami mélyen magyar érzelem és formavilágot fejeznek ki. Korát meghazudtoló frissesség és derű jellemzi élete utolsó időszakának műveit, ellenben az"Élet stációi" sorozat komor, az elmúlást idéző filozófiai tartalmát, fekete-fehér viasz és tusgrafikákban jeleníti meg.
Életére és művészetére az igényesség a megújulás képessége és a művészetben való hit volt jellemző.

## Egyéni kiállítások
- 1945 Bukarest, Temesvár
- 1946 Temesvár
- 1949 Budapest, Fényes Adolf Terem
- 1949 Budapest, Fővárosi Népművelési Központ
- 1951 Varsó
- 1955 Budapest, Ernst Múzeum, Kling Györggyel (készült gyűjteményes katalógus)
- 1959-1962 München, Galerie Im Hofgárten,éves rendszerességgel
- 1960 Nürnberg, Galerie Yserentant, Galerie Da Vinci
- 1966 Stockholm, Galery Prisma
- 1966-1971 Párizs, Galerie du Siècle, éves rendszerességgel
- 1977 Párizs, Galerie Cheret (ékszerek)
- 1979 Párizs, Galerie Cheret (ékszerek)
- 1980 Verviers (B), Galerie Primavera
- 1991-től Vacqueyras (F) a fia (Kazinczy János Árpád) galériájában
- 1995 Sauerlach-München
- 1997 Vacqueyras, Mairie, fiával
- 1998 Lyon, AR Galerie fiával
- 2002 Budapest, Szinnyei Szalon, Lossonczy Tamással "Hazaértem Barátom"
- 2003 Sátoraljaújhely, Kazinczy Ferenc Múzeum
- 2004 Budapest, Virtu Artnet
- 2008 Kaposvár, Vaszary Képtár „Emlékkiállítás”
- 2014 Szekszárd, Agóra "100 éve született Kazinczy János Antal"

## Csoportos kiállítások
- 1936 Budapest, Nemzeti Szalon, KUT (katalógusból kimaradt, mert annak lezárása után került a kiállítók sorába)
- 1948 Budapest, A Magyar Képzőművészek Szabadszervezete Kiállítóhelységei "Képzőművészek a bányákról, az üzemekről, az újjáépítésről"
- 1948 Budapest, Fővárosi Képtár Bányavidéki Vándorkiállítása "Az Új Magyar Képzőművészet" (ennek a kiállításnak az egyik rendezője is Kazinczy)
- 1948 Budapest, Fővárosi Képtár „Száz Magyar Művész Alkotásai”
- 1948 Budapest, Nemzeti Szalon "A Magyar Képzőművészet Újabb Irányai"
- 1950 Budapest, Műcsarnok "I. Magyar Képzőművészeti Kiállítás"
- 1957 Budapest, Műcsarnok "Tavaszi Tárlat"
- 1958 Bécs
- 1959 Nürnberg, Fränkische Galérie
- 1969 Royaumont (F), Fondation Royaumont „La beauté court les rues”
- 1979 Párizs, Galerie Cheret (ékszerek)
- 1980 Párizs, Galerie Cheret (ékszerek)
- 1982 Hajdúböszörmény, Városi Művelődesi Központ
- 1983 Hajdúböszörmény, Hajdúsági Galéria
- 1995 Párizs, Magyar Intézet „Ces sculpteurs français de Hongrie”
- 2003 Hatvan, Ady Endre Könyvtár „Fotók, rajzok, festmények 1956-ról”
- 2003 Párizs, Magyar Intézet „Frontieres et passages dans l'Art de la Medaille”
- 2006 Kaposvár, Vaszary Képtár „1956 képtárából”

## Művek fontosabb gyűjteményekben
- Fővárosi Képtár, Budapest
- Magyar Nemzeti Galéria, Budapest
- Magyar Követség, Washington
- Musée d'Art Moderne de la Ville de Paris
- Számos műve megtalálható külföldi magángyűjteményben, főképp Németországban, Belgiumban, USA-ban és Franciaországban

## Festménygaléria
https://web.archive.org/web/20161015212459/http://www.kazinczygaleria.hu/